# Hymenochirus
Hymenochirus – rodzaj płazów bezogonowych z rodziny grzbietorodowatych (Pipidae).

## Zasięg występowania
Rodzaj obejmuje gatunki występujące na zalesionych terenach Afryki równikowej od Nigerii i Kamerunu na południe przez Gabon i na wschód przez dorzecze rzeki Kongo.

## Systematyka

### Etymologia
Hymenochirus: gr. ὑμην humēn, ὑμενος humenos „membrana, błona”; χειρ kheir, χειρος kheiros „dłoń”.

### Podział systematyczny
Do rodzaju należą następujące gatunki:
- Hymenochirus boettgeri (Tornier, 1896) – karlik szponiasty
- Hymenochirus boulengeri De Witte, 1930
- Hymenochirus curtipes Noble, 1924
- Hymenochirus feae Boulenger, 1906